# Bienal Internacional do Livro do Ceará
As Bienais do Livro fazem parte do calendário de eventos culturais de grandes capitais, onde reúne grandes personalidades do mundo literário, promove debates, encontros culturais e diversão aos visitantes. É realizada no Centro de Eventos do Ceará.
A Bienal Internacional do Livro do Ceará está inserida numa política de cultura, e por sua vez, uma política de livro, leitura e literatura, que chega à sua décima quinta edição. Portanto, ela está consolidada no calendário cultural brasileiro, estando entre as cinco maiores feiras de livro do Brasil. Ela tem como diferencial em relação a outros eventos do mesmo tipo a característica de se associar a uma política de cultura, de conhecimento, de fomento às cadeias criativas e produtivas do livro.

## Histórico
A Bienal Internacional do Livro do Ceará, ao longo de duas décadas, vem se consolidando como um dos mais importantes eventos culturais do gênero no país e já tem lugar cativo na agenda literária estadual e nacional.
A Bienal oferta ao público atrações de natureza artística e literária, englobando palestras, mesas redondas, conferências, oficinas, contações de histórias, lançamentos de livros e outros eventos literários, além de apresentações com artistas de reconhecimento local, nacional e internacional, combinando uma programação democrática e de acesso gratuito, que atende a um público plural – infantil, juvenil e adulto.
O evento caracteriza-se pela visibilidade na mídia e grande mobilização social, educacional e econômica. Durante os dez dias da Bienal, promovem-se encontros para ouvir opinião da sociedade e entidades envolvidas com a implementação de políticas públicas para o livro e a leitura; articula-se o fomento e a democratização do acesso ao livro e à leitura com secretarias da educação, estadual e municipais, e com escolas particulares e dialoga-se com o mercado, representado por editores, livreiros, distribuidores e autores independentes.

## Edições
Estas são algumas das edições do evento, em ordem cronológica:
| EDIÇÂO | TEMA                                               | ANO  |
| ------ | -------------------------------------------------- | ---- |
| VI     | Da Ibéria à América: Travessias Literárias         | 2004 |
| VII    | Era uma vez… Mil e uma noites                      | 2006 |
| VIII   | A Aventura Cultural da Mestiçagem                  | 2008 |
| IX     | O Livro e a Leitura dos Sentimentos do Mundo       | 2010 |
| X      | Padaria Espiritual: o pão do espírito para o mundo | 2012 |
| XI     | Fortaleza de Moreira Campos                        | 2014 |
| XII    | Cada pessoa, um livro; o mundo, a biblioteca       | 2017 |
| XIII   | As Cidades e os Livros                             | 2019 |
| XIV    | De Toda Gente Para Todo Mundo                      | 2022 |

XV.        Das fogueiras ao fogo das palavras: mulheres, resistência e literatura. 2025